# John Rogers
John Rogers (Deritend, 1500 circa – Londra, 4 febbraio 1555) è stato un religioso, traduttore e teologo inglese. Fu il primo protestante a subire il martirio durante le persecuzioni mariane.

## Biografia
Dopo aver ottenuto la laurea al Pembroke Hall dell'Università di Cambridge nel 1526, tra il 1532 e il 1534 fu il rettore della parrocchia londinese di Holy Trinity the Less. Successivamente si trasferì ad Anversa come cappellano per una gilda di mercanti inglesi con sede in Olanda. Qui conobbe William Tyndale, abbandonò la Chiesa cattolica e si sposò con Adriana de Weyden nel 1537. Dopo l'esecuzione di Tyndale, Rogers portò avanti la sua opera di traduzione in inglese dell'Antico Testamento. Il Nuovo Testamento di Tyndale era stato pubblicato nel 1526 e la Bibbia integrale in inglese co-tradotta e curata da Rogers fu pubblicata tra Parigi e Anversa nel 1537 dallo zio di Adriana de Weyden, Jacobus van Meteren. Questa versione della Bibbia, nota come Matthew's Bible (da "Thomas Matthew", lo pseudonimo adottato da Rogers) ricevette la licenza di approvazione dall'arcivescovo Thomas Cranmer e cominciò a circolare anche in Inghilterra. Rogers non curò solamente l'edizione di questa traduzione della Bibbia, ma ne scrisse anche note e commento, oltre a tradurre personalmente la preghiera di Manasse.
Il 25 novembre 1540 si iscrisse all'Università di Wittenberg, dove studiò per tre anni e divenne amico di Filippo Melantone. Dopo tre anni a Wittenberg, Rogers divenne pastore per quattro anni e mezzo della chiesa luterana di Meldorf. Nel 1548 tornò in Inghilterra, dove pubblicò una traduzione in inglese dell'opera di Melantone Considerations of the Augsburg Interim. Nel 1551 fu nominato prebendario della cattedrale di Saint Paul, di cui divenne anche predicatore. In questa veste si occupò di denunciare l'avidità di cortigiani di alto profilo. Dopo l'incoronazione di Maria I Rogers si espresse duramente contro la sovrana, affermando che la vera dottrina era quella praticata durante il regno di Edoardo VI. Rogers ed altri predicatori protestanti furono arrestati, mentre Thomas Cranmer fu imprigionato alla Torre di Londra.
Il 16 agosto 1553 Rogers fu messo agli arresti domiciliari, mentre il gennaio dell'anno successivo Edmund Bonner, il nuovo vescovo di Londra, lo fece imprigionare nella prigione di Newgate. Il processo iniziò il 22 gennaio 1555 e il 29 dello stesso mese fu condannato a morte per eresia da Stephen Gardiner per il suo rifiuto della dottrina cattolica. Rogers fu arso sul rogo il 4 febbraio 1555 a Smithfield: poco prima di essere legato al palo del supplizio gli fu offerta la possibilità di salvarsi abiurando la sua fede anglicana, ma Rogers rifiutò.